# Diamonds, Jade & Pearls
Diamonds, Jade & Pearls è il quinto album dell'artista israeliano Sagi Rei, pubblicato il 4 febbraio 2014.

## Tracce
1. Don't You Want Me (The Human League)
2. Cherish (Kool & the Gang)
3. Smalltown Boy (Bronski Beat)
4. Old and Wise (The Alan Parsons Project)
5. Shout (Tears for Fears)
6. Duel (Propaganda)
7. Maniac (Michael Sembello)
8. Baby Baby (Corona)
9. Who Can It Be Now? (Men at Work)
10. The Riddle (Nik Kershaw)
11. You're My Angel (inedito)